# Jupp
Jupp is een historisch Brits motorfietsmerk.
De bedrijfsnaam was: L. Jupp Motor Cycle Works, Tunbridge Wells, later Jupp Motor Co. Ltd., London.
De Jupp-motoren waren ontworpen door Baker en leken op scooters met een open frame. De machine had al achtervering, een Sturmey-Archer tweeversnellingsbak en volledige kettingaandrijving. De productie begon in 1921. De Jupp had aanvankelijk een 269cc-Villiers-tweetaktmotor die in 1922 werd vervangen door een Liberty-blok met dezelfde inhoud. In dat jaar kwam er ook een model met plaats voor een passagier. Scooters waren kort na de Eerste Wereldoorlog populair, maar toen de rage afliep moest Jupp noodgedwongen overschakelen op een licht motorfietsje met een 147cc-Villiers-blokje en een Albion-tweeversnellingsbak. Dit was een opmerkelijk, zeer laag gebouwd model met een lage instap zodat het ook geschikt was voor dames. De machine sloeg echter niet aan en in 1925 verdween het merk van de markt.